# Keanu Pinder
Keanu Pinder (Derby, 28 maggio 1995) è un cestista australiano.

## Carriera

### Nazionale
Ha partecipato ai Mondiali Under-19 del 2013, conclusi al quarto posto.

## Statistiche

### College
| Anno      | Squadra          | PG | PT | MP   | TC%  | 3P%  | TL%  | RP  | AP  | PRP | SP  | PP  |
| --------- | ---------------- | -- | -- | ---- | ---- | ---- | ---- | --- | --- | --- | --- | --- |
| 2016-2017 | Arizona Wildcats | 35 | 1  | 12,0 | 52,8 | 25,0 | 57,6 | 2,9 | 0,3 | 0,5 | 0,6 | 2,2 |
| 2017-2018 | Arizona Wildcats | 32 | 0  | 10,4 | 69,2 | -    | 61,8 | 2,1 | 0,1 | 0,3 | 0,5 | 2,3 |
| Carriera  | Carriera         | 67 | 1  | 11,3 | 59,8 | 25,0 | 59,7 | 2,5 | 0,2 | 0,4 | 0,6 | 2,3 |